# Die Faust im Gesicht
Die Faust im Gesicht (Originaltitel: Requiem for a Heavyweight) ist ein US-amerikanischer Film aus dem Jahr 1962 unter der Regie von Ralph Nelson, der auf dem gleichnamigen Fernsehspiel basiert. Muhammad Ali, damals als Cassius Clay bekannt, tritt zu Beginn des Films als Quinns Gegner in einem Boxkampf auf.

## Handlung
Luis „Mountain“ Rivera ist ein in die Jahre gekommener Schwergewichtsboxer. Er wird von Maish Rennick gemanagt, und Army dient ihm als Cutman. Nach seinem letzten Kampf gegen den jungen, aufstrebenden Cassius Clay wird Mountain schwer zusammengeschlagen, und der Arzt weigert sich, ihn für weitere Kämpfe zuzulassen. Daraufhin wird Maish von „Ma“ Greeny und ihren Schlägern gestellt. Sie drohen Maish mit dem Tod, wenn er ihnen nicht den Verlust erstattet, den sie durch eine Wette erlitten haben, dass Mountain in einer bestimmten Runde des Kampfes zu Boden gehen würde – eine Wette, die Maish garantiert hatte. Maish hatte mit ihnen vereinbart, dass sie von ihren Gewinnen die enormen Summen abziehen sollten, die Maishs Wettverluste bei ihnen angehäuft hatten.
In der Zwischenzeit kämpft Mountain um Arbeit und geht zu einem Arbeitsamt, wo er Grace Miller kennen lernt. Grace ist zunächst abweisend, findet aber schnell Gefallen an Mountain und sagt, sie werde sich bei ihm melden. Später trifft sich Grace mit Mountain, um ihm von einer freien Stelle als Betreuer in einem Kindercamp zu erzählen, die Mountain interessiert. Bei einem Drink kommen sich die beiden näher und Mountain erzählt ihr von seiner Zeit im Ring.
Mountain kehrt in seine Wohnung zurück, die er mit Maish und Army teilt, und Maish schlägt vor, dass die drei professionelle Wrestler werden. Mountain zögert, da ihm die Inszenierung des Wrestlings nicht gefällt. Maish hofft, dass Mountain das Vorstellungsgespräch vergisst und geht mit ihm in eine Bar, wo sie sich betrinken. Army kommt in die Bar, um Mountain an den Termin zu erinnern. In dem Hotel, in dem das Vorstellungsgespräch stattfinden soll, macht sich Rivera jedoch lächerlich, indem er sich vor den Augen der Camp-Besitzer betrinkt. Nach diesem Vorfall stellt Grace Maish unter Tränen zur Rede und wirft ihm vor, Mountain zu kontrollieren und ihm die Chance auf ein neues Leben zu nehmen. Maish antwortet auf Graces Vorwurf, Mountain zu sehr zu kontrollieren, mit Nachdruck und Eloquenz und bestreitet, dass er sich nicht um den Boxer, seine Interessen und seine Zukunft kümmere. Er sagt Grace, sie solle aufhören zu träumen und erkennen, dass ihre idealisierte Vorstellung von Luis Rivera genauso falsch und schädlich für den Boxer sei wie Maishs angeblich mittelmäßiges Management der Karriere des Boxers. Er sagt ihr auch, dass ihre so genannte „Vision“ von Riveras Zukunft nach dem Boxen als Betreuer in einem Sommercamp für Kinder ebenso naiv und erbärmlich wie unwahrscheinlich ist.
Um Maishs Spielschulden zu begleichen, willigt Mountain ein, als indianischer Wrestler „Big Chief Mountain Rivera“ aufzutreten. Kurz bevor er zu seinem ersten Kampf in den Ring steigt, wird Mountain von einer Flut von Demütigungen überrollt, die ihn zum Umdenken bewegen. Maish platzt heraus, dass er gegen Mountain im Kampf gegen Clay gewettet hat, und als Rivera gerade die Umkleidekabine verlässt, kommen „Ma“ Greeny und ihre Schläger herein und bedrohen Maish. Das bringt Mountain dazu, seine Meinung zu ändern und dem Kampf zuzustimmen, wodurch „Ma“ bezahlt und Maishs Leben gerettet wird.
In der Schlussszene des Films steigt Mountain unter höhnischem Spott in den Ring, um gegen „Haystacks Calhoun“, einen 601 Pfund schweren Grappler aus Arkansas, anzutreten.

## Synchronisation
| Darsteller     | Synchronsprecher        | Rolle                   |
| -------------- | ----------------------- | ----------------------- |
| Anthony Quinn  | Gerhard Geisler         | Louis 'Mountain' Rivera |
| Jackie Gleason | Alexander Welbat        | Maish Rennick           |
| Mickey Rooney  | Holger Kepich           | Army                    |
| Julie Harris   | Eva Katharina Schultz   | Grace Miller            |
| Stanley Adams  | Arnold Marquis          | Perelli                 |
| Madame Spivy   | Lilli Schönborn-Anspach | Ma Greeny               |
| Cassius Clay   | Heinz Palm              | Cassius Clay            |
| Lou Gilbert    | Walter Bluhm            | Dr. Gilbert             |
| Steve Belloise | Erich Fiedler           | Portier                 |

## Kritik
Brendon Hanley schrieb über Die Faust im Gesicht: „Anthony Quinn ist großartig in der Rolle des Boxers am Ende seiner Karriere, die ursprünglich von Jack Palance gespielt wurde. Quinn war nach Die Kanonen von Navarone und Lawrence von Arabien auf dem Höhepunkt seines Könnens und seiner Popularität, und seine stoische Arbeit in Die Faust im Gesicht fügt sich nahtlos in seine anderen Leistungen ein. Jackie Gleason ist in der Rolle des verrufenen Managers ebenso gut wie in Haie der Großstadt, und auch Julie Harris, die vor allem als Abra in Jenseits von Eden bekannt ist, ist in der Rolle der freundlichen Sozialarbeiterin sehr gut. Die Faust im Gesicht gehört neben so herausragenden Beispielen wie Jagd nach Millionen, Zwischen Frauen und Seilen und Wie ein wilder Stier zur Spitze des Boxerdramas.“

## Nominierung
Ralph Nelson erhielt 1962 von der Directors Guild of America eine Nominierung für die Beste Spielfilmregie.